# 西宮伸一
西宮伸一（1952年5月3日—2012年9月16日）日本外交官，曾任外務省外務審議官。
西宮的父親曾擔任贊比亞大使。西宮东京都立青山高等学校畢業後，进入東京大學法學部，1976年进入日本外务省工作。
西宮原本被安排於2012年10月接替丹羽宇一郎担任日本駐華大使一職。9月13日上午8時46分左右（日本時間）在東京都澀谷區的自宅附近路邊倒地昏迷，被送往醫院搶救，三天后於東京都一家醫院內病逝，終年60歲。

## 外交生涯
1976年（昭和51年），进入日本外务省工作，曾先后担任北美局北美第2课长、日本駐俄羅斯大使館參贊、大臣官房参贊兼亚洲及大洋洲局，日本驻華公使和特命全权大使。
2007年，担任北美局局长。
2010年2月，担任驻纽约总领事；同年12月，担任外务省的經濟事務外务审议官。
2012年8月，日本《共同社》发布新闻，日本政府擬起用西宫伸一接替丹羽宇一郎担任日本国驻中华人民共和国大使。
2012年9月11日，日本政府召开內閣會議決定任命西宫伸一接替丹羽宇一郎担任日本国驻中华人民共和国大使，準備10月上旬到北京履新，然而直至逝世尚未履新。
对于西宫的猝死，日本国内外都引来大量讨论，甚至有说法是他是被暗杀而死的。